# Кононов Олександр Іванович
Олександр Іванович Кононов (17 травня 1978, Находка, Росія — 12 серпня 2014, Дагестан, або Україна) — російський військовослужбовець Сил спеціальних операцій Збройних Сил Російської Федерації, підполковник. Герой Російської Федерації (посмертно).

## Біографія
Народився у місті Находка 17 травня 1978 року. З 1985 по 1990 рік навчався в міській середній школі № 5, потім продовжив навчання в школі № 16. Закінчив її в 1995 році.
У Збройних силах Російської Федерації з 1995 року. У 2000 році закінчив Новосибірський військовий інститут. Служив у підрозділах спеціального призначення Головного (розвідувального) управління Генерального штабу Збройних Сил Російської Федерації. Виконував спеціальні завдання в державах на території колишньої Югославії, в зонах бойових дій у Чечні та Дагестані, в Абхазії та Південній Осетії. Був у відрядженнях в Іраку, Сирії, Ефіопії. Володів англійською, французькою, німецькою та перською мовами.
За офіційною версією Міноборони РФ загинув 12 серпня 2014 року під час спецоперації проти повстанців в Дагестані. Однак російський воєнний історик Андрій Смирнов не вірить в цю інформацію і припускає, що Кононов міг загинути під час бойових дій на сході України, оскільки в Дагестані в той час не було ніяких операцій. І робилося це з метою приховування втрат на українському фронті за іншими спецопераціями. 
Похований на міському цвинтарі Солнєчногорська (Московська область).

## Нагороди
- Герой Російської Федерації (28.10.2014, посмертно)
- Орден Мужності (2014)
- Медаль Суворова (2006)
- Медаль "За бойові заслуги" (2007)
- Медаль «За військову доблесть» I і II ступеней

## Пам'ять
- Меморіальну дошку встановлено на школі № 5 міста Находка, де він навчався[3].